# Modjtaba Nasseri
Modjtaba Nasseri (* 2. Juni 1928 in Zandschan/Iran; † 24. Oktober 2016 in Berlin/Deutschland) war ein iranisch-deutscher Mediziner und Wissenschaftler.

## Leben

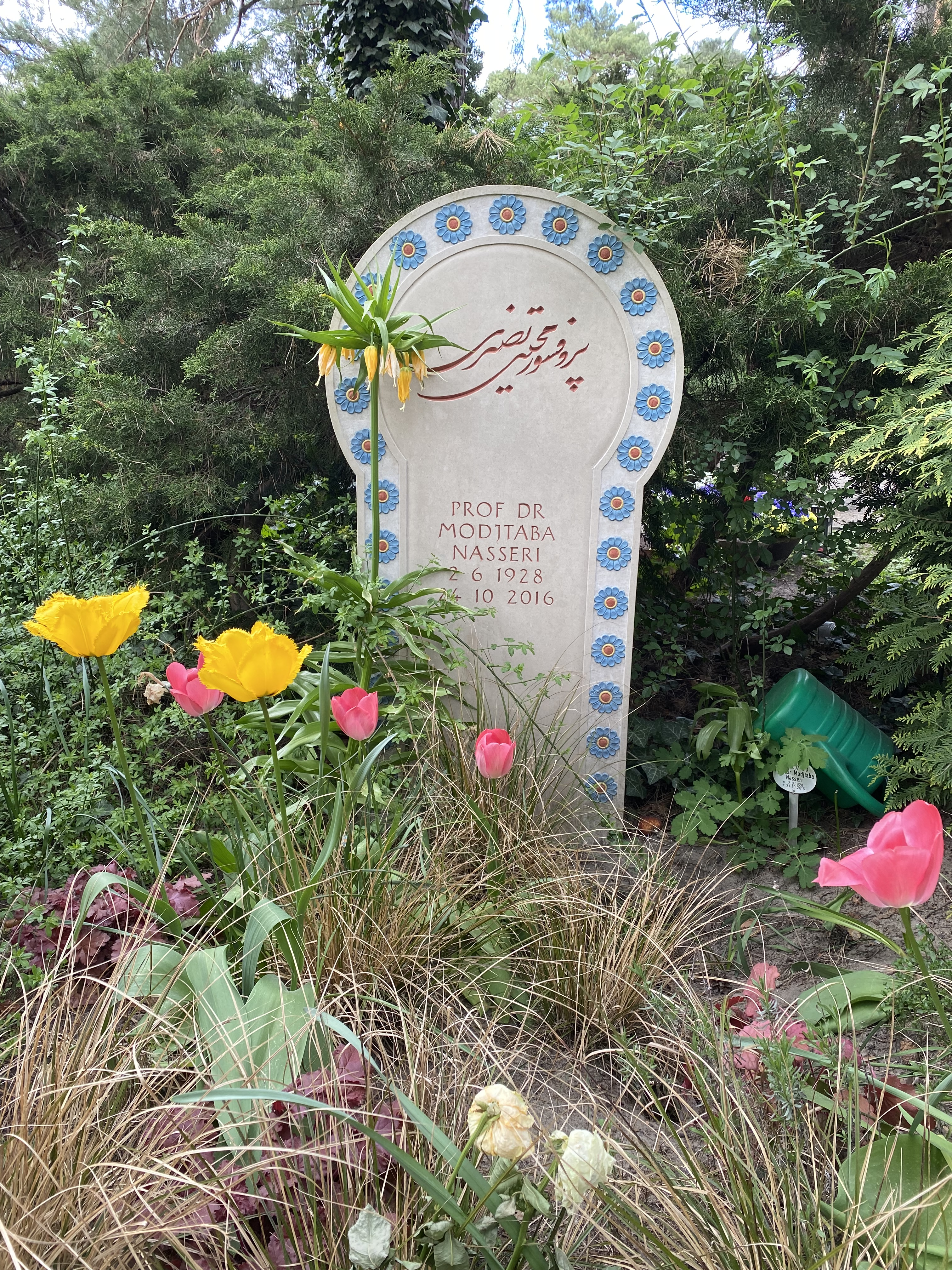
Grabstätte auf dem Waldfriedhof Dahlem

Nasseri war ein Sohn armer iranischer Eltern. Der Vater war nach Teheran gegangen, um dort im Teppichhandel zu arbeiten, die Mutter betreute neben den Kindern auch die Großmutter und hatte kein Einkommen. Nach dem Tod des Vaters musste Nasseri, damals fünf Jahre alt, in einem dunklen Stall arbeiten und Teppiche knüpfen oder Wolle zum Fluss tragen, sie dort waschen und zurückbringen. Er hatte weder Zeit noch Geld, um die Schule zu besuchen. Erst mit Hilfe eines Kalligrafen namens Ghalam, der die Ansicht vertrat, dass Kinder lernen müssten, konnte er eine schulische Ausbildung beginnen. Von 1952 bis 1957 absolvierte Nasseri ein Studium der Humanmedizin an der Georg-August-Universität Göttingen und wurde 1957 zum Doktor der Medizin promoviert. Anschließend arbeitete er bis 1959 als Wissenschaftlicher Mitarbeiter am Max-Planck-Institut für experimentelle Medizin in Göttingen. Er betätigte sich insbesondere auf dem Gebiet der Kardiologie, führte Messungen der Koronardurchblutung durch und stellte einen Spezialkatheter für die Koronarangiographie her. Von 1964 bis 1969 war er leitender Oberarzt am Krankenhaus Neukölln. 1965 wurde er von der Ärztekammer Berlin zum Facharzt für Allgemeinchirurgie ernannt, war ab 1969 Professor für Humanmedizin an der Freien Universität Berlin. Am 23. Juni 1969 ereignete sich in Berlin ein schwerer Unfall, bei dem ein 8-jähriger Junge beim Sturz aus der S-Bahn seinen rechten Arm verlor. Nasseri gelang eine Replantation, nachdem er bereits im Jahr 1968 ein Bein wieder zusammengefügt hatte. Er gehörte mit Emil Sebastian Bücherl zu den ersten Chirurgen, die in Deutschland erfolgreich eine Lungentransplantation an einem Patienten durchführten. Er verfasste mehr als 300 wissenschaftliche Schriften und arbeitete von 1975 bis 1993 als Chefarzt der Chirurgischen Abteilung der Schlosspark-Klinik in Berlin, an der Volker Lange sein Nachfolger wurde.
Modjtaba Nasseri verstarb im Alter von 88 Jahren in Berlin und wurde auf dem dortigen Waldfriedhof Dahlem beigesetzt. Die Grabstätte liegt im Feld 007-313.

## Auszeichnungen (Auswahl)
- 1990: Bundesverdienstkreuz am Bande der Bundesrepublik Deutschland

## Schriften (Auswahl)
- Untersuchungen über Blutveränderungen am Menschen und am Versuchstier während tiefer Unterkühlung und Wiedererwärmung. Göttingen 16. Oktober 1957 (Hochschulschrift).
- Tierexperimentelle Untersuchungen über die Pathophysiologie und die toxische Wirkung des hyperbaren Sauerstoffes bei verschiedenen Tierspezies. Berlin 18. Juli 1968 (Habilitationsschrift).